# Canton de Houeillès
Le canton de Houeillès est une ancienne division administrative française située dans le département de Lot-et-Garonne, en région Aquitaine.

## Géographie
Ce canton était organisé autour de Houeillès dans l'arrondissement de Nérac. Son altitude variait de 73 m (Pindères) à 166 m (Durance) pour une altitude moyenne de 125 m.

## Communes
Le canton de Houeillès comprenait sept communes.
| Nom                   | Code Insee | Intercommunalité                     | Superficie (km2) | Population (dernière pop. légale) | Densité (hab./km2) |
| --------------------- | ---------- | ------------------------------------ | ---------------- | --------------------------------- | ------------------ |
| Houeillès (chef-lieu) | 47119      | CC des Coteaux et Landes de Gascogne | 67,63            | 577 (2014)                        | 8,5                |
| Allons                | 47007      | CC des Coteaux et Landes de Gascogne | 76,33            | 171 (2014)                        | 2,2                |
| Boussès               | 47039      | CC des Coteaux et Landes de Gascogne | 47,14            | 40 (2014)                         | 0,85               |
| Durance               | 47085      | CC des Coteaux et Landes de Gascogne | 38,60            | 279 (2014)                        | 7,2                |
| Pindères              | 47205      | CC des Coteaux et Landes de Gascogne | 40,76            | 219 (2014)                        | 5,4                |
| Pompogne              | 47208      | CC des Coteaux et Landes de Gascogne | 35,96            | 213 (2014)                        | 5,9                |
| Sauméjan              | 47286      | CC des Coteaux et Landes de Gascogne | 19,50            | 87 (2014)                         | 4,5                |

## Démographie
| 1962  | 1968  | 1975  | 1982  | 1990  | 1999  | 2006  | 2011  | 2012  |
| ----- | ----- | ----- | ----- | ----- | ----- | ----- | ----- | ----- |
| 2 038 | 1 840 | 1 621 | 1 527 | 1 499 | 1 533 | 1 562 | 1 619 | 1 602 |

## Histoire
- De 1833 à 1848, les cantons de Casteljaloux et de Houeillès avaient le même conseiller général. Le nombre de cantons était limité à 30 par département[3].

- Le canton de Houeillès possède une densité de population parmi les plus faibles de France avec 5 habitants au km². Il est également, avec 1 637 habitants, un des moins peuplés de France. Ses communes furent pourtant assez peuplées, mais la fin du gemmage et l'exode rural furent dramatiques pour la démographie du canton.

## Représentation

### Conseillers généraux de 1833 à 2015
| Période | Période          | Identité                                            | Étiquette                    | Qualité                                                                                          |
| ------- | ---------------- | --------------------------------------------------- | ---------------------------- | ------------------------------------------------------------------------------------------------ |
| 1833    | 1848             | Pierre Lamarque                                     |                              | Médecin, maire de Casteljaloux (1837-1846)                                                       |
| 1848    | 1852             | Frédéric Louis Nasse                                |                              | Propriétaire, maire de Vianne (1848)                                                             |
| 1852    | 1861             | Jean Louis Antoine Nicolas Auguste Lesueur de Pérès |                              | Procureur impérial à Amiens puis conseiller à la Cour d'Agen puis procureur à Cahors             |
| 1861    | 1895             | Camille Dollfus                                     | Majorité dynastique (Droite) | Diplomate, secrétaire de légation Maire de Houeillès Député (1863-1870)                          |
| 1895    | 1901             | Jean-Baptiste Dugoujon                              | Rad.                         | Avocat, maire de Durance                                                                         |
| 1901    | 1906 (décès)     | Camille Dollfus                                     | Droite                       | Diplomate Maire de Houeillès Ancien député                                                       |
| 1906    | 1907             | Daniel Dollfus (fils du précédent)                  | Conservateur                 | Négociant, juge au Tribunal de Bordeaux                                                          |
| 1907    | 1920 (décès)     | Camille Gaube                                       | Rad.                         | Maire de Pompogne (1903-1908), ancien conseiller d'arrondissement                                |
| 1920    | 1925             | Étienne Gipoulou                                    | Rad.                         | Maire de Durance (1900-1925), conseiller d'arrondissement                                        |
| 1925    | 1931             | Marcel Touja                                        | PC-SFIC                      | Ouvrier électricien, Houeillès                                                                   |
| 1931    | 1934 (démission) | Frédéric Choffé                                     | SFIO                         | Médecin                                                                                          |
| 1934    | 1940             | Robert Lacoste (1900-1980)                          | PC-SFIC                      | Instituteur                                                                                      |
|         |                  |                                                     |                              |                                                                                                  |
| 1945    | 1973             | Robert Lacoste                                      | PCF puis PS                  | Maire de Houeillès (1947-1980)                                                                   |
| 1973    | 1998             | Auguste Brunet                                      | PCF                          | Agriculteur, puis maçon Ancien maire-adjoint de La Roche-sur-Yon Député-suppléant d'Hubert Ruffe |
| 1998    | 2015             | Francis Da Ros                                      | PS                           | Chef d'entreprise Maire de Sauméjan (1989-2020)                                                  |

### Conseillers d'arrondissement (de 1833 à 1940)
| Période                                  | Période          | Identité                      | Étiquette           | Qualité |
| ---------------------------------------- | ---------------- | ----------------------------- | ------------------- | --- |
| 1833                                     | 1848             | Pierre Dudevant               |                     | Maire de Houeillès (1827-1835), puis juge de paix                                                           |
|                                          |                  |                               |                     | |
| 1880                                     | 1891 (décès)     | Bertrand Caupenne (1849-1891) | Droite bonapartiste | Négociant                                                                                                   |
|                                          |                  |                               |                     | |
|                                          | 1900 (démission) | Camille Gaube                 | Rad.                | Propriétaire à Pompogne                                                                                     |
|                                          |                  |                               |                     | |
| 1910                                     | 1920             | Étienne Gipoulou              | Radical             | Maire de Durance                                                                                            |
| 1920                                     | 1934             | M. Bonnefon                   | SFIO                | |
| 1934                                     | 1940             | Adrien Lamothe                | PC-SFIC             | Bûcheron à Houeillès exécuté sommairement le 20 juin 1944 à Houeillès                                       |
| 1940                                     |                  |                               |                     | Les conseils d'arrondissement ont été suspendus par la loi du 12 octobre 1940 et n'ont jamais été réactivés |
| Les données manquantes sont à compléter. |                  |                               |                     | |